# Esport a Luxemburg

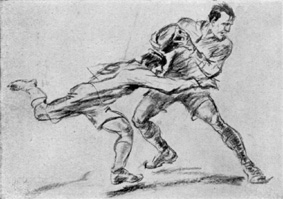
Dibuix Rugby del pintor luxemburguès Jean Jacoby, amb el que va aconseguir una medalla d'or a l'Art als Jocs Olímpics d'Estiu de 1928.

L'Esport a Luxemburg a diferència d'en la majoria de països d'Europa, no es concentra en un determinat esport nacional, però abasta una sèrie d'activitats esportives, tant en equips com individuals. Malgrat la falta d'un enfocament esportiu central, més de 100.000 persones a Luxemburg -d'una població total a la ratlla de 460.000- són membres amb llicència d'alguna federació esportiva.

## Esports

### Atletisme
Hi ha molts clubs d'atletisme a Luxemburg que representen la majoria de les principals ciutats del país. El club més gran és CAL Spora Luxemburg, amb 400 socis. Organitzativament, els mateixos clubs acostumen a estar afiliats tant a la Federació Luxemburguesa d'Atletisme (FLA) com a la Federació de Triatló de Luxemburg, tots dos, són òrgans de govern per a l'atletisme i triatló, respectivament.
L'únic medallista d'or olímpic de Luxemburg és l'atleta Josy Barthel que va guanyar els 1500 metres llisos masculins als Jocs Olímpics d'Estiu de 1952 a Hèlsinki. Un altre atleta luxemburguès, Michel Théato, va guanyar la marató als Jocs Olímpics d'Estiu de 1900 a París, però, com la seva nacionalitat luxemburguesa solament s'ha demostrat després de la seva mort, la seva medalla s'atribueix a França, lloc on va viure.
Una competició internacional de camp a través té lloc a Diekirch, l'Eurocross, sota la tutela de l'Associació Internacional de Federacions d'Atletisme i que serveix com esdeveniment classificador per al Campionat Mundial.

### Ciclisme
El ciclisme és l'esport en el qual Luxemburg ha tingut més èxit en l'àmbit professional, i és un dels principals esports de participació entre la població general. El terreny pla del país es presta per a aquest esport, el Volta a Luxemburg s'està executant en tot el país anualment com a preludi al Tour de França.
Els ciclistes luxemburguesos famosos del passat inclouen a Nicolas Frantz, Charly Gaul, François Faber, Andy Schleck i Benoît Joachim dels quals els quatre primers van guanyar el Tour de França -Frantz ho va fer en dues ocasions-. En resum, els ciclistes luxemburguesos han guanyat el Tour de França cinc vegades, ocupant Luxemburg el cinquè lloc en la general. Actualment, hi ha cinc ciclistes luxemburguesos a l'UCI ProTour, que són Laurent Didier, Bob Jungels, Ben Gastauer, Frank Schleck, i Jempy Drucker.
En categoria femenina destaquen Elsy Jacobs, la primera campiona del món en ruta, i actualment Christine Majerus.

### Tennis
El tennis és un esport molt popular, a través d'Europa occidental. Hi ha 53 clubs de tennis al país, el més antic el TC Diekirch va ser fundat el 1902. L'òrgan de govern és la Federació Luxemburguesa de Tennis. El BGL Luxembourg Open se celebra a la ciutat de Luxemburg cada any, i es classifiquen com de Nivell III al circuit de la WTA.
Els luxemburguesos han tingut poc èxit al tennis professional. Gilles Müller, considerat un jugador dels millors masculins del país, ha arribat als quarts de final de la de l'Open dels EUA del 2008, i ocupa el rànquing número 34. Les jugadores femenines que han estat entre els cinquanta primers llocs es troben a Anne Kremer (18a) i Claudine Schaul (41a). L'equip luxemburguès de Copa Davis competeix en el Grup II.

## Esports d'equip

### Criquet
El criquet és un esport minoritari a Luxemburg, es juga pels exiliats de la comunitat britànica dels voltants de la ciutat de Luxemburg; molt pocs luxemburguesos natius juguen aquest esport. El joc està regulat per l'òrgan de govern la Federació Luxemburguesa de Criquet, el propòsit principal de la qual és promoure el joc a la població no britànica.
El club dominant és el Club de Criquet Optimists, que juga a la lliga belga i que ha guanyat en tres ocasions. Els «optimists» serveixen com a òrgan de govern auxiliar a la Federació de Criquet a l'organització de la petita lliga luxemburguès domèstica. El club té múltiples camps per a equips auxiliars a la lliga domèstica, però l'atenció principal se centra en la lliga belga.
Aquest esport va rebre un impuls del mecenatge de Pierre Werner, ex-primer ministre de Luxemburg, qui va ser president del Club i després, el principal camp de criquet a Luxemburg va ser nomenat Camp de criquet Pierre Werner a Walferdange.

### Futbol
El futbol és l'esport més popular a Luxemburg. La màxima categoria de la Divisió Nacional és la principal lliga esportiva al país. Luxemburg va ser un dels primers països del món on es va introduir el futbol, la Lliga luxemburguesa de futbol es va establir el 1913, i l'equip nacional va jugar el seu primer partit el 1911.
El joc és més popular al sud del país, solament una vegada la Lliga luxemburguesa de futbol ha estat guanyada per un equip que no hagi estat del sud del país. Històricament, l'AS La Jeunesse d'Esch ha estat el club nacional de més gran èxit, després d'haver guanyat la lliga luxemburguesa en 27 ocasions -d'un total de 93 -. Des del 2000, la lliga ha estat dominada pels Football 1991 Dudelange, que ha guanyat la lliga en sis de les últimes vuit ocasions.
L'equip nacional, anomenat de Léiwen («Els Lleons»), és un dels més febles en el món, no s'ha classificat per damunt dels 150 des de l'any 2002. L'equip va aconseguir un èxit moderat al Campionat d'Europa de futbol 1964, quan va deixar de banda a la Selecció de futbol dels Països Baixos i gairebé va avançar a les semifinals. El futbolista més famós luxemburguès actual és Jeff Strasser, que ha fet una carrera reeixida a les lligues franceses i alemanyes. Els més famosos jugadors del passat de Luxemburg van ser Louis Pilot i Guy Hellers, els qui també van entrenar l'equip nacional després d'acabar la seva carrera com a jugadors.

## Jocs Olímpics
Luxemburg va fer la seva primera aparició als Jocs Olímpics d'Estiu de 1900, i el Gran Ducat ha participat en un total de vint-i-un jocs, incloent-hi cada any des de 1936. Tanmateix, malgrat la llarga tradició de competir en els Jocs Olímpics d'estiu, Luxemburg només ha guanyat dues medalles en tots els esdeveniments: 
- Joseph Alzin va guanyar la medalla de plata als 82,5 kg + 3 esdeveniments d'halterofília als Jocs Olímpics d'Estiu de 1900 a Anvers.
- Josy Barthel va guanyar la medalla d'or als 1.500 metres llisos als Jocs Olímpics d'Estiu de 1952 a Hèlsinki.

A més a més, el luxemburguès Michel Théato va guanyar la medalla d'or a la marató als Jocs Olímpics d'estiu en 1900 a París. Tanmateix, en aquest moment, se suposava que Théato era francès, per la qual cosa la medalla s'acredita oficialment a França.
Als Jocs Olímpics d'hivern, Luxemburg ha estat menys activa. Malgrat competir en els segons Jocs Olímpics d'Hivern de 1928, el país ha participat en resum en solament set. Han guanyat dues medalles, totes dues pel austriac amb nacionalitat luxemburguesa Marc Girardelli, onze vegades campió del món en esquí alpí, qui va guanyar la plata en el supergegant i en l'eslàlom gegant dels Jocs Olímpics d'hivern de 1992.

## Centres esportius
La instal·lació esportiva més important del país és d'Coque, un estadi cobert a Kirchberg, al nord-est de la ciutat de Luxemburg, que té una capacitat de 8.300 espectadors. S'utilitza per al bàsquet, handbol, gimnàstica i voleibol, incloent-hi la final del Campionat Europeu de Voleibol Femení de 2007. L'estadi nacional més gran és l'Estadi Josy Barthel, a l'oest de la ciutat de Luxemburg, l'estadi té una capacitat de 8.054 espectadors. Des del juliol 1993, porta el nom de Josy Barthel, medallista d'or en la prova de 1500 m als Jocs Olímpics de 1952: el màxim reconeixement esportiu aconseguit mai per aquest país.
| Deu centres esportius de Luxemburg amb més capacitat | Deu centres esportius de Luxemburg amb més capacitat | Deu centres esportius de Luxemburg amb més capacitat | Deu centres esportius de Luxemburg amb més capacitat |
| Nom                                                  | Localitzación                                        | Capacitad                                            | Esports                                              |
| ---------------------------------------------------- | ---------------------------------------------------- | ---------------------------------------------------- | ---------------------------------------------------- |
| d'Coque                                              | Ciutat de Luxemburg                                  | 8,300                                                | Basquetbol, handbol, gimnàstica i voleibol           |
| Estadi Josy Barthel                                  | Ciutat de Luxemburg                                  | 8,054                                                | Futbol, atletisme                                    |
| Estadi de Thillenberg                                | Differdange                                          | 7,150                                                | Futbol                                               |
| Estadi Achille Hammerel                              | Ciutat de Luxemburg                                  | 5,814                                                | Futbol                                               |
| Estadi de la Frontière                               | Esch-sur-Alzette                                     | 5,400                                                | Futbol                                               |
| Estadi Henri Dunant                                  | Ciutat de Luxemburg                                  | 4,830                                                | Futbol                                               |
| Estadi Jos Nosbaum                                   | Dudelange                                            | 4,650                                                | Futbol                                               |
| Estadi Op Flohr                                      | Grevenmacher                                         | 4,000                                                | Futbol                                               |
| Estadi Municipal de Schifflange                      | Schifflange                                          | 3,500                                                | Futbol                                               |
| Estadi Camille Polfer                                | Ciutat de Luxemburg                                  | 3,500                                                | Futbol                                               |